# Цимбал Ярина Володимирівна
Яри́на Володи́мирівна Ци́мбал (нар. 9 січня, Кролевець, Сумська область) — українська літературознавиця і редакторка, дослідниця літератури 1920-х років (Розстріляне відродження), українського авангарду. Старша наукова співробітниця відділу української літератури XX століття і сучасного літературного процесу в Інституті літератури ім. Т. Г. Шевченка НАН України.

## Життєпис
Закінчила філологічний факультет Київського національного університету імені Тараса Шевченка (1999) та аспірантуру в Інституті літератури ім. Т. Г. Шевченка НАН України. Захистила дисертацію на здобуття наукового ступеня кандидата філологічних наук «Творчість Майка Йогансена в контексті українського авангарду 1920—1930-х років» (2003).
Журналістка програми «5 подій» на телеканалі Еспресо.TV протягом жовтня 2015 — лютого 2016 року.
Очільниця експертного відділу в Українському інституті книги з жовтня 2017 до травня 2018 року.
Брат — Цимбал Тарас Володимирович.

## Літературознавчі проєкти
Авторка проєкту «Наші 20-ті» у видавництві «Темпора». У межах проєкту упорядкувала антології української прози 1920-х років та збірники окремих авторів, супроводила їх передмовами й біографіями письменників. Завдяки проєктові читачам повернуто тексти популярних у 1920-х роках авторів, серед яких Юрій Шовкопляс, Олесь Донченко, Гордій Брасюк, Валер'ян Поліщук, Петро Ванченко, Ґео Шкурупій, Олександр Мар'ямов, Леонід Чернов (Малошийченко) та ін.
- Постріл на сходах. Детектив 20-х років / Упор. Ярина Цимбал. — Київ: Темпора, 2016. — 527 с. : фот. — (Наші 20-ті). — ISBN 978-617-569-250-9
- Беладонна. Любовний роман 20-х років / Упор. Ярина Цимбал. — Київ: Темпора, 2016. — 806 с. — (Наші 20-ті). — ISBN 978-617-569-268-4
- Шляхи під сонцем. Репортаж 20-х років / Упор. Ярина Цимбал. — Київ: Темпора, 2016. — 859 с. — (Наші 20-ті). — Бібліогр.: с. 858. — ISBN 978-617-569-281-3
- Йогансен, Майк. Подорожі людини під кепом / Упор. Ярина Цимбал. — Київ: Темпора, 2016.
- Атом у запрязі. Фантастика 20-х років / Упор. Ярина Цимбал. — Київ: Темпора, 2017.
- Моя кар'єра. Жіноча проза 20-х років / Упор. Ярина Цимбал. — Київ: Темпора, 2017.
- Мар'ямов, Олександр. Береги дванадцяти вод / Упор. Ярина Цимбал. — Київ: Темпора, 2017.
- Останній Ейджевуд. Фантастика 20-х років / Упор. Ярина Цимбал. — Київ: Темпора, 2018.
- Шкурупій, Гео. Жанна батальйонерка / Упор. Ярина Цимбал. — Київ: Темпора, 2018.
- Молодість. Любовна проза 20-х років / Упор. Ярина Цимбал. — Київ: Темпора, 2019.
- Чернов (Малошийченко), Леонід. Чудаки прикрашають світ / Упор. Ярина Цимбал. — Київ: Темпора, 2021.
- Великодня класика / Упор. Ярина Цимбал. — Київ: Віват, 2024.[4]

У межах проєкту, але поза серією «Наші 20-ті», підготувала такі видання:
- Семенко, Михайль. Повна збірка творів: У 3-х кн. / Упор. Ярина Цимбал. — Київ: Темпора, 2017.
- Поліщук, Валер'ян. Козуб ягід / Упор. Ярина Цимбал. — Київ: Темпора, 2017.
- Шкурупій, Гео. Для друзів поетів сучасників вічності / Упор. Ярина Цимбал. — Київ: Темпора, 2018.
- Плужник, Євген. Три збірки / Упор. Ярина Цимбал. — Київ: Темпора, 2018.

Протягом п'яти років (2016—2021) вела авторську рубрику «20-ті LIVE з Яриною Цимбал» на сайті «ЛітАкцент», в якій головно йшлося про літературний побут 1920-х років, персоналії та тексти того періоду.
Кураторка серії «Vivat класика» у видавництві Vivat.
У 2024 році Ярина Цимбал стала упорядницею лімітованого ексклюзивного видання "Великодня класика", що вийшла у видавництві Віват і містить твори української класичної літератури про Великдень. Серед них Григорій Квітка-Основ’яненко, Михайло Старицький, Тарас Шевченко, Іван Франко, Олена Пчілка, Михайло Коцюбинський, Григорій Сковорода, Максим Рильський, Микола Зеров, Валер’ян Підмогильний, Микола Хвильовий, Богдан-Ігор Антонич, Юрій Косач, Павло Тичина, Віктор Петров (Домонтович) та ін.

## Наукова редакторка
- Ірина Макарик. Перетворення Шекспіра. Лесь Курбас, український модернізм і радянська культурна політика 1920-х років.
- Мирослав Шкандрій. Модерністи, марксисти і нація. Українська літературна дискусія 1920-х років.
- Будинок «Слово» (фільм, 2017)